# Semantic MediaWiki
Semantic MediaWiki (SMW) is een uitbreiding (extensie) op MediaWiki software, die zorgt voor het annoteren van semantische data binnen wiki-pagina's. Daardoor bevat een wiki met deze uitbreiding een semantische wiki.
Data die zo is gecodeerd kan worden gebruikt in semantische zoekopdrachten en worden geëxporteerd in formaten als RDF en CSV.

samenhang in Semantisch wiki

Bijvoorbeeld, een pagina over Nederland zou Amsterdam als hoofdstad van Nederland kunnen annoteren. De syntaxis in een zin zou dan zijn:
```
...de hoofdstad is [[Has capital::Amsterdam]] ...

```

Dat is in de semantiek gelijk aan de uitspraak "Nederland" "heeft als hoofdstad" "Amsterdam". 
In dit voorbeeld is "Nederland" het subject, "Has capital" is het predicaat en "Amsterdam" is het object van de semantische koppeling.
In een sjabloon zou de syntaxis van dezelfde koppeling worden:
```
{{Country
...
|Capital=Amsterdam
...
}}
```